# イヴァイロ・ガブロヴスキ
イヴァイロ・ガブロヴスキ（Ivailo Gabrovski、1978年1月31日 - ）は、ブルガリア、ソフィア出身の自転車競技（ロードレース）選手。

## 来歴
2000年
- シルキュイ・デ・モント・デュ・リヴラドワ 総合優勝
- サン・ジュール・デ・アス・ド・プロヴァンス 総合優勝

2001年
- ブルガリア選手権・個人タイムトライアル(ITT) 優勝
- ツール・ド・レン 総合優勝

2002年
- ブルガリア選手権・個人ロードレース優勝

2003年
- ブルガリア選手権・ITT優勝
- ツアー・オブ・ブルガリア 総合優勝

2004年
- ブルガリア選手権・ITT優勝

2005年
- ブルガリア選手権
  - 個人ロードレース 優勝
  - ITT優勝
- ツアー・オブ・ルーマニア 総合優勝

2006年
- ブルガリア選手権
  - 個人ロードレース 優勝
  - ITT優勝
- ツアー・オブ・ブルガリア 総合優勝

2007年
- ツアー・オブ・ターキー 総合優勝
- ブルガリア選手権
  - 個人ロードレース 優勝
  - ITT優勝
- ツール・ド・リエージュ 総合優勝

2008年
- ブルガリア選手権・ITT優勝
- ツアー・オブ・ブルガリア 総合優勝

2009年
- ブルガリア選手権・個人ロードレース優勝
- ツアー・オブ・ブルガリア 総合優勝

2011年
- ツアー・オブ・ブルガリア 総合優勝

2012年
- ツアー・オブ・ターキー 総合優勝
- 7月18日、上記のツアー・オブ・ターキー開催中の当年4月24日に採取された尿サンプルに、エリスロポエチン(EPO)が含有していることがWADAを通じてUCIに報告された。ガブロヴスキはBサンプル検査を要求した[1]。
- 10月7日、ブルガリア自転車競技連盟は、Bサンプルでも陽性だったことを受け、2年間の出場停止処分を下した。また、上記のツアー・オブ・ターキー総合優勝記録は抹消されることになった[2]。